# Södermanlands runinskrifter 15
Södermanlands runinskrifter 15 är ett mindre stycke av en runsten som är placerat intill Sö 14 vid Gåsinge kyrka i Gåsinge socken och Gnesta kommun. De båda stenarna står utanför kyrkomuren till vänster om grinden. Fragmentet är av röd sandsten och omkring tre gånger fyra decimeter stort och 14 cm tjockt. Det är oklart var Sö 15 ursprungligen stått.

## Inskriften
Translitterering av runraden:
... · tauþ · mu...
Normalisering till runsvenska:
... dauð mo[ðiR](?)
Översättning till nusvenska:
... död moder(?) ...
Det antas att stenen hör samman med Sö 14 och att "död moder" avser Ragna och att "död" kan ha allittererat på "döttrarna" (alltså Säva och Ragnborg, som reste den andra stenen).